# Mieczysław Surowiak
Mieczysław Surowiak (ur. 2 lutego 1939, zm. 1994) – polski działacz partyjny związany z Sanokiem.
W 1957 zasiadał w zarządzie Związku Młodzieży Wiejskiej w Sanoku. Był pracownikiem aparatu partyjnego PZPR w Sanoku. W 1974 został odznaczony Krzyżem Kawalerskim Orderu Odrodzenia Polski. Zmarł w 1994.